# Pentaprisma
| Pentaprisma och takkantsvarianten. Den senare används i spegelreflexkameror, så att man ser mattskivans omvända bild rättvänd i sökaren |  | Pentaprisma och takkantsvarianten. Den senare används i spegelreflexkameror, så att man ser mattskivans omvända bild rättvänd i sökaren |
| Pentaprisma och takkantsvarianten. Den senare används i spegelreflexkameror, så att man ser mattskivans omvända bild rättvänd i sökaren |  | |

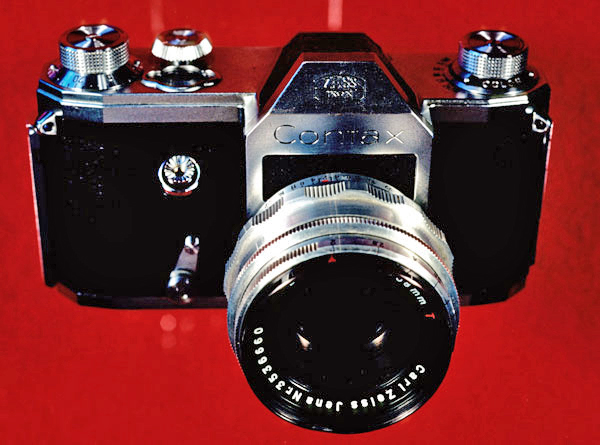
Contax S från 1949

Pentaprisma i strålgången till sökaren i enögda spegelreflexkameror introducerades 1949 på den östtyska kameran Contax S. 
Genom detta kan man i sökaren se en rättvänd bild i samma linje som motivet. Många tidigare spegelreflexkameror visade en spegelvänd bild av motivet på en mattskiva i 90 graders vinkel till objektivet. 
Pentaprismats första spegel (ej takkanten) görs numera halvgenomskinlig med en ljussensor vilken sköter exponeringsmätningen på baksidan.